# Stephan Kühn

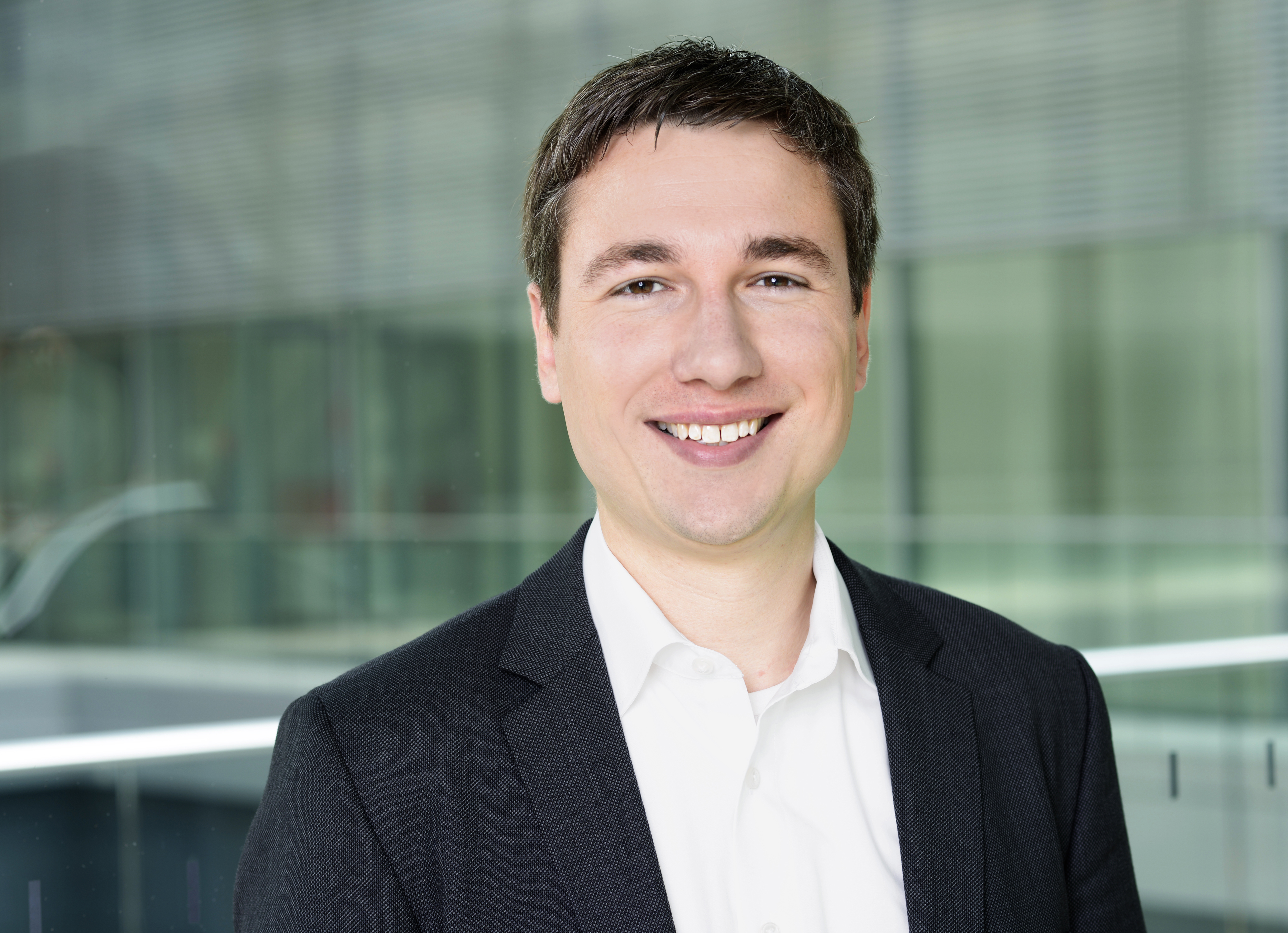
Stephan Kühn

Stephan Kühn (* 6. September 1979 in Dresden) ist ein deutscher Politiker (Bündnis 90/Die Grünen) und Diplom-Soziologe. Von 2009 bis 2020 war er Mitglied des Deutschen Bundestages. Seit Oktober 2020 ist er Beigeordneter für Stadtentwicklung, Bau, Verkehr und Liegenschaften bei der Stadtverwaltung Dresden.

## Leben
Nach dem Abitur 1998 am Marie-Curie-Gymnasium Dresden leistete Kühn Zivildienst bei der Grünen Liga in Dresden. Ab 1999 studierte er Soziologie an der Technischen Universität Dresden. Im Rahmen seines Studiums arbeitete er unter Karl Lenz an der zweiten Dresdner Kinderstudie mit. Sein Studium schloss er 2008 mit Diplom ab und arbeitete anschließend als Pressereferent für die Landtagsfraktion der Grünen in Sachsen.

## Politik

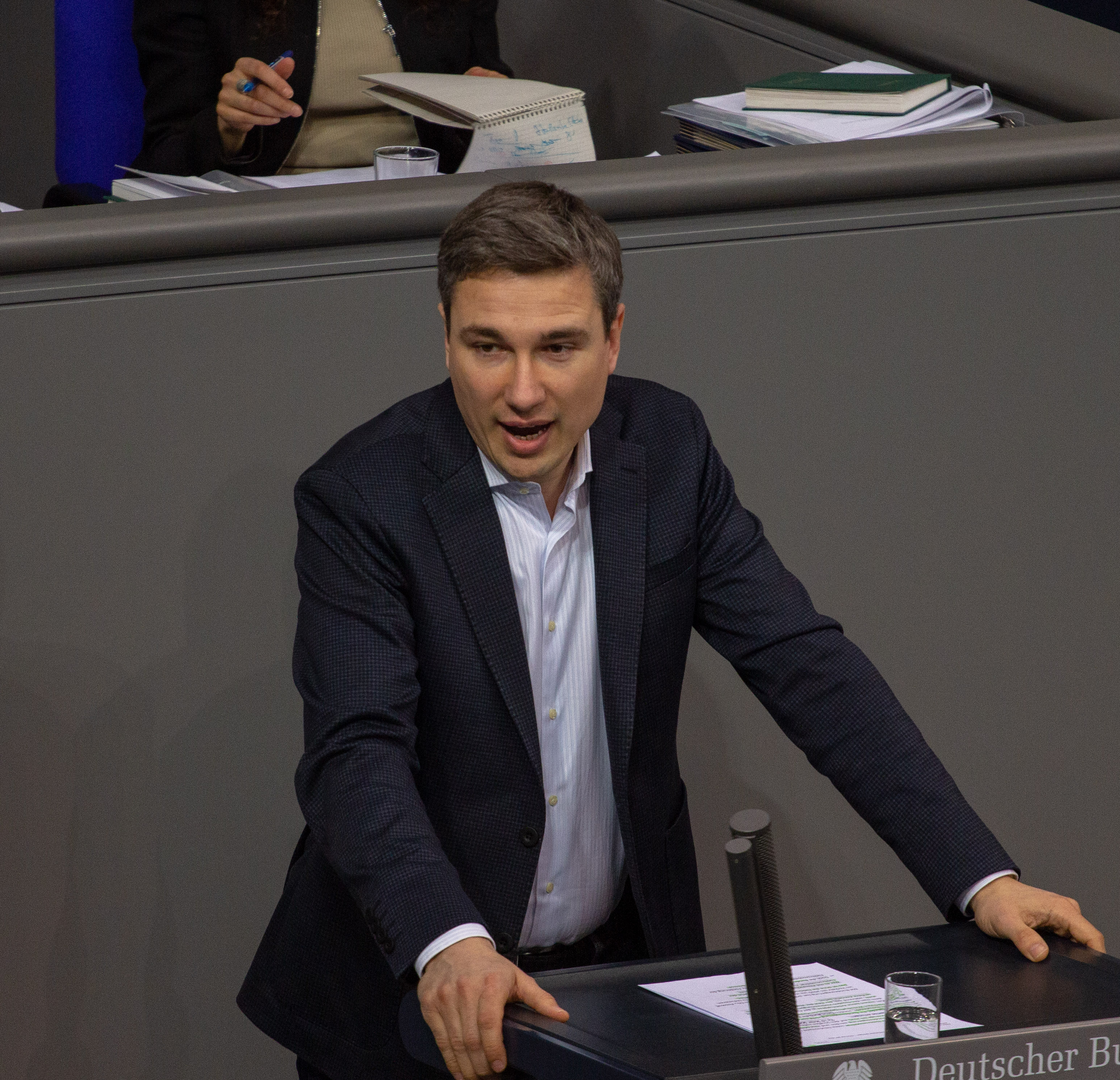
Stephan Kühn, 2019 im Deutschen Bundestag

Früh engagierte sich Stephan Kühn ehrenamtlich, zunächst in der Dresdner UNICEF-Arbeitsgruppe, dann im Jugendnetzwerk der Grünen Liga gegen den Bau der A 17 und im Stadtschülerrat Dresden. Von 1998 bis 2003 war er Vorstand der Grünen Liga Dresden und von 2000 bis 2003 arbeitete er im Landesvorstand der Grünen Liga Sachsen mit.
Seit 1998 ist Kühn Mitglied bei Bündnis 90/Die Grünen. 2004 wurde er in den Dresdner Stadtrat gewählt, wo er in der Grünen-Fraktion verkehrspolitischer Sprecher war. In dieser Funktion engagierte er sich gegen den Bau der Waldschlößchenbrücke, um das Welterbe Dresdner Elbtal zu erhalten. Im Januar 2010 schied er aus dem Stadtrat aus.
Von 2007 bis 2008 war er Mitglied des Landesvorstands der sächsischen Grünen. Von 2008 bis 2010 war er Vorstandssprecher von Bündnis 90/Die Grünen in Dresden. Zwischen 2010 und 2018 gehörte Kühn mit einer Unterbrechung dem Parteirat von Bündnis 90/Die Grünen Sachsen an. Seit März 2020 ist er erneut Mitglied des Landesvorstands.
Bei der Bundestagswahl 2009 kandidierte Stephan Kühn auf Platz 2 der sächsischen Landesliste von Bündnis 90/Die Grünen und als Direktkandidat im Bundestagswahlkreis Dresden II – Bautzen II. Über die Landesliste zog er in den Bundestag ein. In den Jahren 2013 und 2017 gelang Kühn jeweils der Wiedereinzug über den zweiten Platz der sächsischen Landesliste.
Im Bundestag war Kühn bis Juli 2011 baupolitischer Sprecher der Fraktion Bündnis 90/Die Grünen. Seither war er verkehrspolitischer Sprecher seiner Fraktion.
Ab der 17. Wahlperiode vertrat Kühn seine Fraktion als ordentliches Mitglied im Ausschuss für Verkehr, Bau und Stadtentwicklung bzw. im Ausschuss für Verkehr und digitale Infrastruktur. Nach seiner stellvertretenden Mitgliedschaft im Innenausschuss der 17. Wahlperiode wurde er in der 18. Wahlperiode stellvertretendes Mitglied im Petitionsausschuss, dessen ordentliches Mitglied er in der 19. Wahlperiode war. Kühn arbeitete zudem als stellvertretendes Mitglied im Untersuchungsausschuss zum Abgasskandal der 18. Wahlperiode und war in der 19. Wahlperiode ordentliches Mitglied und Obmann seiner Fraktion im Untersuchungsausschuss zur Pkw-Maut. Zudem gehörte er dem Ausschuss für Verkehr und digitale Infrastruktur an.
Stephan Kühn war Mitglied der Landesgruppe Ost seiner Fraktion. Zudem engagierte er sich in der Parlamentsgruppe Kulturgut Alleen und im Parlamentskreis Elektromobilität jeweils als Ko-Sprecher sowie in der Parlamentariergruppe Slowakei-Tschechien-Ungarn als stellvertretender Vorsitzender. Mitglied war er zudem in den Parlamentariergruppen Polen und Ukraine. Als Vorstandsmitglied und Spieler betätigte sich Kühn im FC Bundestag, der Fußballmannschaft der Bundestagsabgeordneten.
Der Dresdner Stadtrat wählte ihn am 24. September 2020 zum Beigeordneten für Stadtentwicklung, Bau, Verkehr und Liegenschaften. Dieses Amt trat er am 19. Oktober an, einen Tag zuvor legte Kühn sein Bundestagsmandat nieder. Für ihn rückte Wolfgang Wetzel nach. Die Rechtmäßigkeit seiner Wahl wurde im Juli 2024 vom Verwaltungsgericht Dresden bestätigt. Ein Konkurrent im Auswahlverfahren hatte gegen die Wahl geklagt. Kühn war zuvor intern von den Grünen für den Posten ausgewählt worden.
Stephan Kühn ist Mitglied der überparteilichen Europa-Union Deutschland, die sich für ein föderales Europa und den europäischen Einigungsprozess einsetzt.

## Privates
Kühn lebt in Dresden und Berlin und hat zwei Kinder, darunter einen Sohn mit der Politikerin Agnes Krumwiede (Bündnis 90/Die Grünen).